# Râul Ocnița
Râul Ocnița este un curs de apă, afluent al râului Slănic de Gura Ocniței. 